# Surplus del produttore
Il surplus del produttore o sovrappiù del produttore è la differenza, positiva, tra il prezzo di vendita di un bene/servizio e il prezzo che il produttore sarebbe stato disposto ad accettare per quantità inferiori di quel bene/servizio.
In generale, il produttore si trova in equilibrio quando il costo marginale è uguale al prezzo. La sua curva di offerta coincide con il tratto crescente della curva del costo marginale; ne segue che, all'aumentare della quantità offerta, il costo marginale aumenta ed il produttore chiede un prezzo via via più elevato.
La curva della domanda del consumatore ha invece un andamento decrescente, in quanto il consumatore è disposto ad acquistare quantità maggiori di un bene solo a prezzi via via inferiori.

Surplus del produttore

Rappresentando le curve della domanda e dell'offerta con due rette, come nella figura a lato, si ha equilibrio nel punto E. A sinistra di tale punto, il produttore è disposto a vendere ad un prezzo inferiore a quello che il consumatore è disposto a pagare (la curva della domanda si trova sopra quella dell'offerta); ciò consente al produttore di aumentare la quantità offerta, sopportando maggiori costi marginali, fino ad offrire la quantità {\displaystyle \ Q_{e}} al prezzo {\displaystyle \ P_{e}}. A destra del punto di equilibrio, invece, il produttore deve chiedere un prezzo superiore a quello che il consumatore è disposto a pagare (la curva della domanda si trova sotto quella dell'offerta); deve quindi ridurre la produzione fino alla quantità {\displaystyle \ Q_{e}}.
Da ciò segue che, quando si raggiunge l'equilibrio, il produttore ottiene il prezzo {\displaystyle \ P_{e}} per tutta la quantità venduta del bene, anche per quelle "dosi" che sarebbe stato disposto a vendere ad un prezzo inferiore. Il suo surplus, SP, è quindi pari all'area del triangolo {\displaystyle \ P_{min}P_{e}E}: 
{\displaystyle SP={\frac {1}{2}}Q_{e}(P_{e}-P_{min})}
Nel caso più generale, in cui le curve della domanda e dell'offerta non sono rette, il surplus del produttore è la differenza, sull'intervallo {\displaystyle [0,Q_{e}]}, tra l'integrale della funzione costante {\displaystyle f(Q)=P_{e}}, pari a {\displaystyle Q_{e}P_{e}}, e l'integrale della funzione dell'offerta {\displaystyle \ S(Q)}:
{\displaystyle SP=Q_{e}P_{e}-\int _{0}^{Q_{e}}S(Q)\;dQ}, dove {\displaystyle \ D(0)=P_{min}}
Altro modo per indicare il surplus del produttore in relazione al costo marginale è:
{\displaystyle SP=Q_{e}P_{e}-\int _{0}^{Qe}CMG(Q)\;dQ}